# Messerschmitt Me 263
Pour les articles homonymes, voir Messerschmitt.
Le Messerschmitt Me 263 est un intercepteur à moteur-fusée basé sur le Messerschmitt Me 163 Komet, conçu vers la fin de la seconde Guerre mondiale. Trois prototypes furent construits, mais aucun ne vola réellement par ses propres moyens. Le moteur ne fut jamais installé en raison de la détérioration de la situation militaire de l'Allemagne à la fin de la guerre qui handicapa grandement le programme de tests.

## Design & Conception

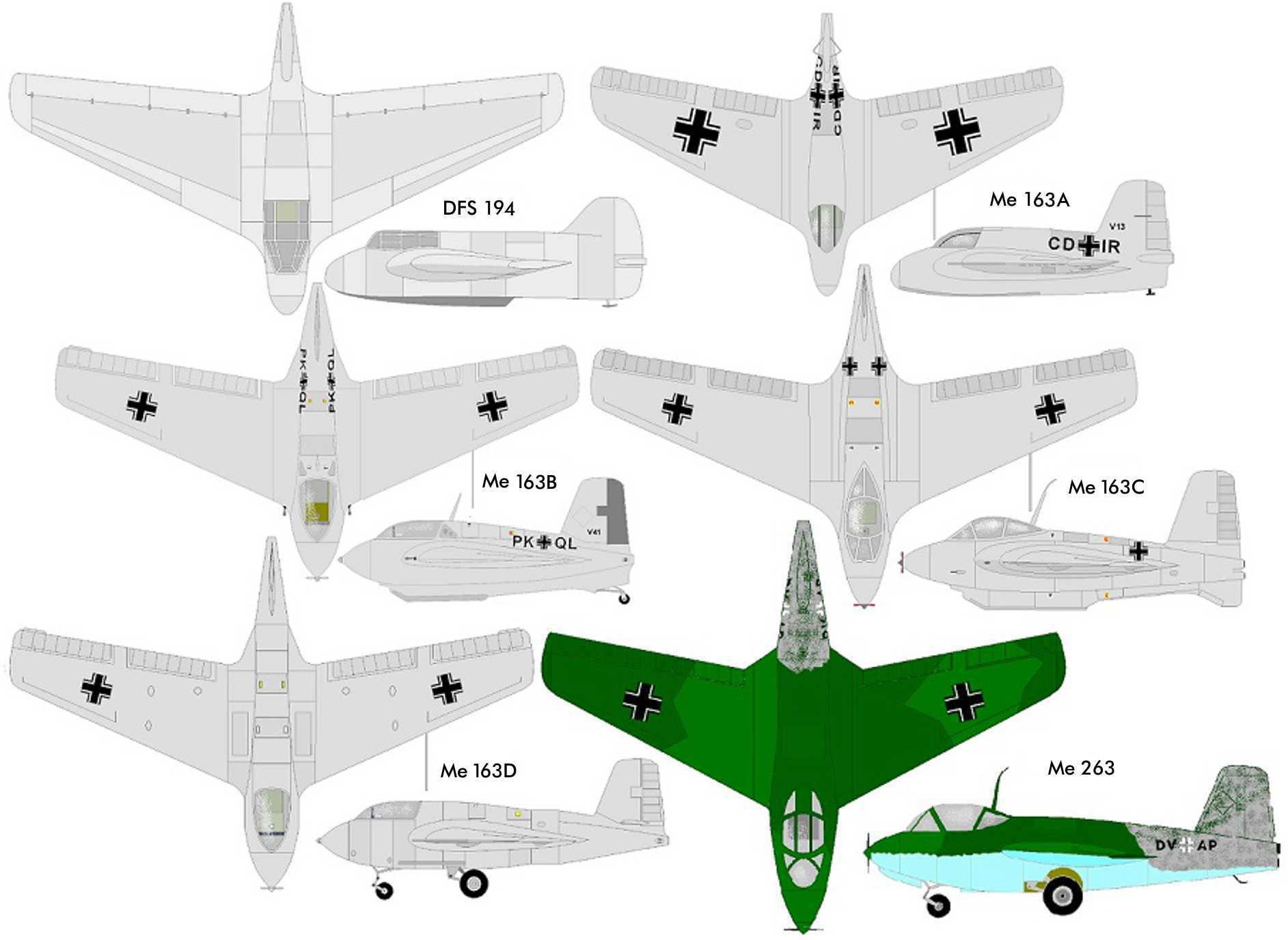
Variantes du Me 263

Le Me 163 avait deux points faibles qui l'empêchèrent de devenir un chasseur efficace : une durée de vol très limitée (même si, au fur et à mesure des versions du Me 163, le réservoir fut augmenté) et aucun train d'atterrissage rétractable. Il devait atterrir sur un patin, ce qui était concevable pour un avion lent, mais pas pour le Komet…
Le projet Me 163 Komet passa finalement à Heinrich Hertel, de la firme Junkers, ce qui entraîna le changement de désignation de l'appareil de Messerschmitt Me 163 en Junkers Ju 248.
Bien que la version Me 163C eût été construite pour pallier les problèmes d'autonomie de la variante de production Me 163B, Junkers se basa sur le Me 163B pour concevoir le Ju 248/Me 263, notamment en reprenant les sections d'ailes et de dérive.
Le 25 septembre 1944, une maquette grandeur nature en bois fut présentée aux officiels du RLM. Bien que le design soit basé sur le Me 163, le fuselage du Ju 248/Me 263 avait été considérablement modifié pour permettre de loger de grands réservoirs de carburant, destinés à accroître son rayon d'action. Le cockpit avait été aussi redessiné pour permettre sa pressurisation et équipé d'une canopée en bulle pour améliorer la visibilité du pilote. Bien évidemment, le patin d'atterrissage fut remplacé par un train d'atterrissage conventionnel rétractable.
Le moteur-fusée Walter originel avait été lui aussi modifié en l'équipant de deux chambres de combustion : la chambre principale fournissant la puissance nécessaire au décollage et une auxiliaire fournissant une puissance plus faible (donc moins gourmande en carburant) destinée au vol de croisière en altitude. La chambre auxiliaire assurait une poussée de 300 kg qui s'ajoutait à la poussée normale de la chambre principale de 1 700 kg. L'avion devait décoller et atteindre son altitude d'attaque à l'aide des deux chambres fonctionnant à pleine poussée, ensuite le pilote coupait la chambre principale pour ne voler qu'à l'aide de la puissance de l'auxiliaire. Ce type de moteur fut testé sur un Me 163B modifié pour l'occasion. La version de production devait être équipée avec un moteur fusée BMW 708, bien plus puissant que celui de Walter.
Avant la construction d'un Ju 248 opérationnel, deux Me 163B furent démontés pour être modifiés selon les nouvelles spécifications, ces deux modèles furent désignés V13 et V18. Malheureusement, le V13 fut détruit à la suite de mauvaises conditions climatiques, aussi, seul le V18 fut reconstruit. Cet avion fut dénommé officiellement Me 163D. Cependant, le Me 163D n'exista jamais vraiment du fait qu'il fut construit après que le projet Ju 248 eut démarré. C'est pour cela qu'en novembre 1944, l'avion changea encore de désignation pour être appelé Me 263, permettant ainsi de bien montrer le lien avec son prédécesseur. Le projet porta un nom différent suivant le constructeur soit Ju 248 Flunder pour la firme Junkers, soit Me 263 Scholle pour Messerschmitt.
Heinrich Hertel avait espéré installer des statoréacteurs Lorin, mais cette technologie était encore trop en avance pour son époque donc incertaine. Aussi, comme mesure de compensation, il fut décidé de construire l'appareil avec un équipement spécial (Sondergerät) prenant le forme d'un Zusatztreibstoffbehälter. Ce qui veut dire que le futur appareil était équipé de deux réservoirs additifs externes de 160 litres de T-Stoff (Peroxyde d'hydrogène concentré) installés sous les ailes. Le moteur nécessitait une alimentation de deux carburants liquides transportés séparément, ou ergols, pour fonctionner, qui une fois mélangés assuraient la combustion dans un système propulsif à réaction. Ils étaient constitués d'éléments oxydant (Ici le T-Stoff) et réducteur (le C-Stoff). Le moteur du Me 263 utilisait un ratio de trois parts de C-Stoff pour une de T-Stoff. Ce dispositif externe diminuait de 10 % la vitesse de l'appareil mais n'avait aucun impact négatif sur le contrôle en vol. Bien que le Ju 248 utilisât l'aile standard du Me 163B, Junkers décida de la modifier pour permettre d'emporter plus de C-Stoff. Cette modification fut assurée par la firme Puklitsch.
Au début de l'année 1945, Junkers proposa son propre projet de chasseur à moteur-fusée : le EF 127 Wally comme concurrent du Me 263 et Me 163C. C'était courant à l'époque, pour les firmes de l'industrie "de guerre" allemande, de ne pas se concentrer sur un seul et même projet.
Le premier vol (remorqué) du Me 263 V1 fut exécuté en février 1945. Durant ce mois, il y eut de nombreux vols remorqués pour tester l'appareil. Le plus gros problème avait été la position du centre de gravité qui dut être réajustée par l'addition de contrepoids. Il avait été décidé que, par la suite, les modèles de production devaient avoir le moteur ou le train d'atterrissage replacé pour pallier le problème. Le train d'atterrissage, lors des tests, était monté en train fixe. Les résultats de ces vols furent que les avions obtinrent un ziemlich fertigen Eindruck, ce qui veut dire que tout semblait prêt pour la construction...
Les tests en vol furent stoppés plus tard en raison du manque de carburant pour les avions remorqueurs Bf 110. Comme le Me 263 ne faisait pas partie du Führernotprogramm, c'est-à-dire du programme de développement d'urgence de l'armement décidé par Adolf Hitler, et que sa mise en production n'était pas imminente, il fut difficile d'obtenir les ressources nécessaires.
À ce moment, les appareils V2 et V3 n'étaient pas encore prêts. Le V2 n'avait pas encore son train rétractable et le V3 n'avait pas encore son armement incorporé. Le mois suivant, bien que le V1 et V2 reçurent leur moteur HWK 109-509C à double chambre, ils volèrent toujours remorqués et jamais de façon autonome. Cependant, il fut noté que les problèmes de centre de gravité avaient été réglés par le montage du moteur.
En avril 1945, les Américains occupèrent l'usine et capturèrent les trois prototypes ainsi que la maquette en bois. Bien que le V2 ait été détruit, un autre prototype fut acheminé aux États-Unis. Le reste fut remis aux Russes, qui s'en serviront pour créer leur propre intercepteur à moteur-fusée : le Mikoyan-Gurevich I-270.

### Développements liés
Développé à partir du Messerschmitt Me 163
A servi pour le développement du Mikoyan-Gourevich I-270

### Avion comparable
Bachem Ba 349